# Joaquim Morelló i Nart
Joaquim Morelló i Nart (26. září 1858, Esterri d'Àneu ve Valls d'Àneu, Pallars Sobirà – 15. dubna 1926, Barcelona) byl španělský fotograf a farmaceut pocházející ze zámožné rodiny. Byli to tři bratři: Anton, Joaquim a Vicenç. Anton zdědil hostinec. Joaquim, prostřední bratr, studoval farmacii v Barceloně, kde rozvíjel svou profesionální činnost. Vynikal ve farmakologickém výzkumu zaměřeném na léčbu plicních chorob.

## Tablety Morelló
Byl duchovním otcem tablet Morelló, které u pacientů léčily: nachlazení, kašel, bronchitidu, astma, chrapot, plicní abscesy atd. Vlastnil dvě lékárny, jednu na adrese  Porta de l'Àngel čp. 21-23, kde byla instalována laboratoř, místo pro prodej tablet Morelló a další na adrese Passeig de Sant Joan čp. 85, jehož specialitou byly zažívací pilulky na onemocnění střev a žaludku. V těchto lékárnách byl specialitou prodej těchto pilulek a Morelló dosáhl jisté mezinárodní prestiže svými farmakologickými přípravky zaměřenými na léčbu plicních chorob.

## Kulturní vztahy
Osoba úzce spjatá s kulturním světem Barcelony získala účast některých tehdejších karikaturistů na svých reklamních kampaních, jako například Santiago Rusiñol a Alexandre de Riquer, na krabice svých léků. Byl velkým fanouškem turistiky, fotografování, psaní a astronomie. V roce 1910 byl zakládajícím členem Astronomické společnosti v Barceloně. Jako člen se 9. prosince 1903 připojil k Centre Excursionista de Catalunya, kde měl mimo jiné velkou skupinu přátel, mimo jiné Lluís Llagostera, Juli Soler, Juli Vintró, Lluís Estasen a Josep Galbany.  Zastával také různé pozice v turistické organizaci, kde byl v roce 1906 jako člen představenstva spolu s Ceferí Rocafort, Antoni Amatller, Josep Galbany a Pere Basté. Pořádal četné přednášky s projekcemi o svých cestách, exkurzích a itinerářích, jako například z roku 1904 na Vall d'Àneu, jejichž text se s některými obrázky objevil ve Věstníku ve dvou vydáních a také později, pokud jde o nezávislé libreto. Přednášel také o Burgosu (1905), Římě (1917) nebo Švýcarsku (1907). 
Zemřel v Barceloně 15. dubna 1926. Ve třicátých letech 20. století byla v Esterri d'Àneu založena charitativní výuková instituce s jeho jménem.

## Historie školy Joaquima Morellóa
V roce 1925 zanechal Joaquim Morelló závětní odkaz a byla vytvořena Nadace Joaquima Morellóa, charitativní instituce, jejímž úkolem bylo poskytovat azyl starým chudým a starat se o chudé nemocné z Vall d'Àneu, lidově známého jako Assilo Morelló. Ve třicátých letech byla postavena budova, která měla mít funkci nemocnice. Jeho první funkcí bylo ukrýt obyvatele Esterri d'Àneu během velké povodně v roce 1937. Později ji používali uprchlíci z občanské války. V roce 1938 byla s příchodem fašistických vojsk obsazena jako kasárna, dokud se nestáhli. Během šedesátých let byla používána jako letní táborový dům, dokud nebyl v roce 1969 postoupen městské radě Esterri d'Àneu, aby sloužil jako středoškolské centrum (v současné době SES Morelló). V té době v Esterri d'Àneu začalo hnutí školní skupiny a aby to Ensenyament mohl uskutečnit, požádal o možnost instalace první domácí školy v Katalánsku. V roce 1972 byla vytvořena škola Escola Llar J. Morelló, která měla také funkci školní jídelny. V roce 1987 byl k budově začleněn výukový tábor Valls d'Àneu. V budově J. Morelló je v současné době výukový tábor a školní jídelna.

## Díla
- El Pallars revisat (1904)
- La Mirada fotogràfica de Joaquim Morelló a principis del segle XX
- La Vall d'Àneu: notes per a una monografia

## Galerie

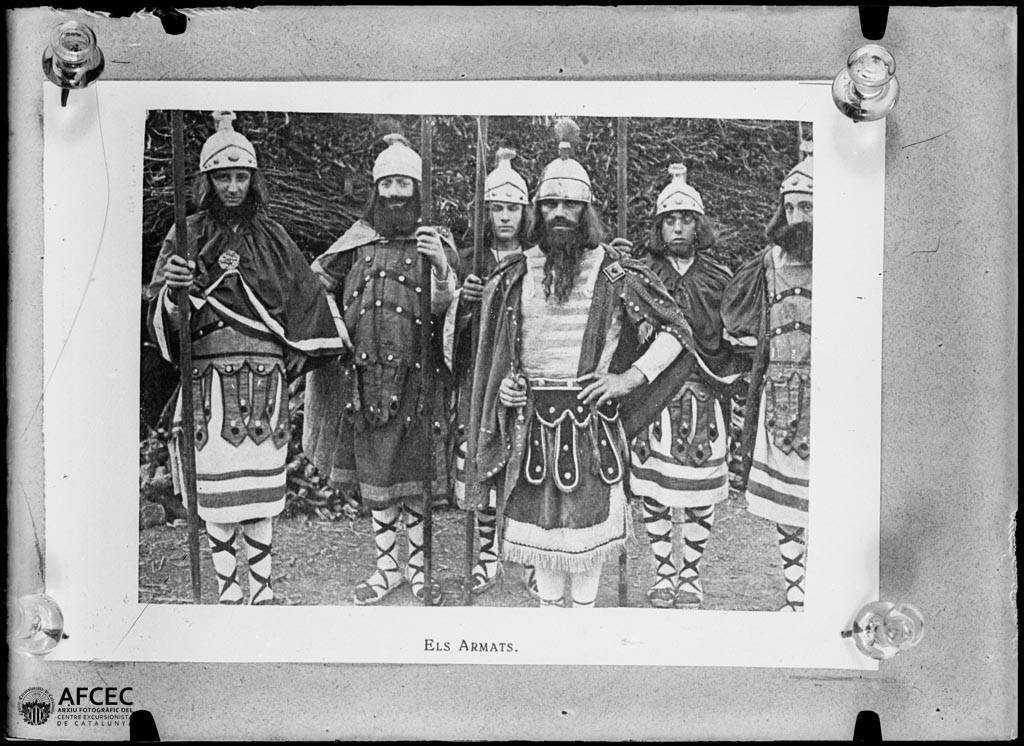
Setníci z lidového divadla Moixiganga ve Valls
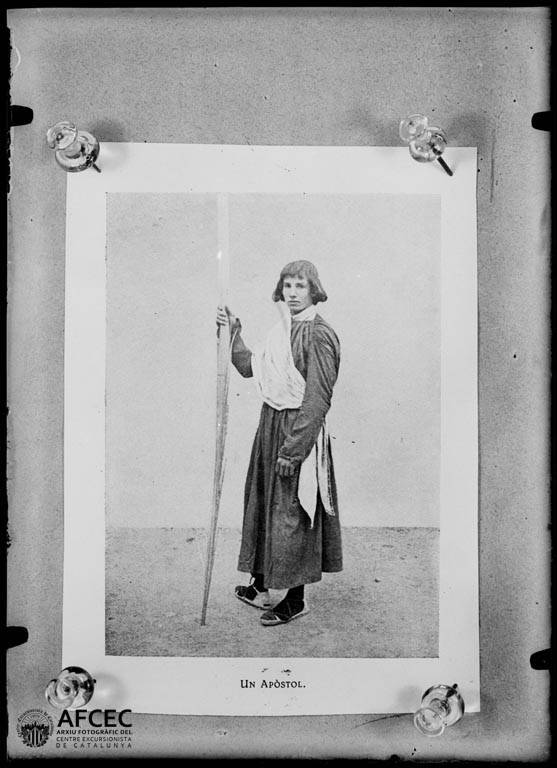
Apoštol z lidového divadla Moixiganga ve Valls
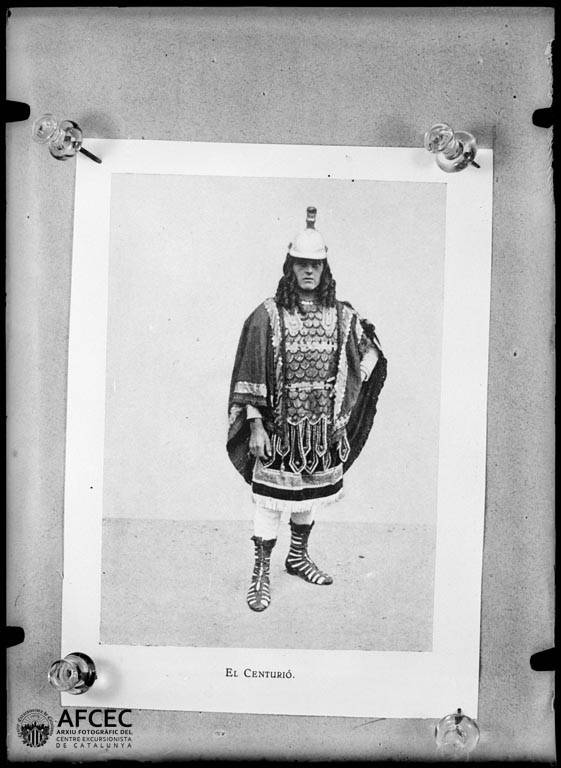
Centurion z lidového divadla Moixiganga ve Valls
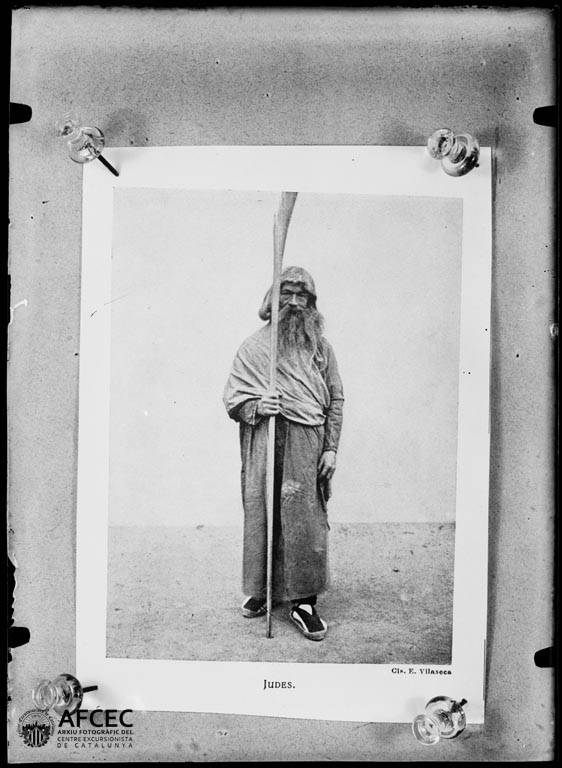
Apoštol z lidového divadla Moixiganga ve Valls
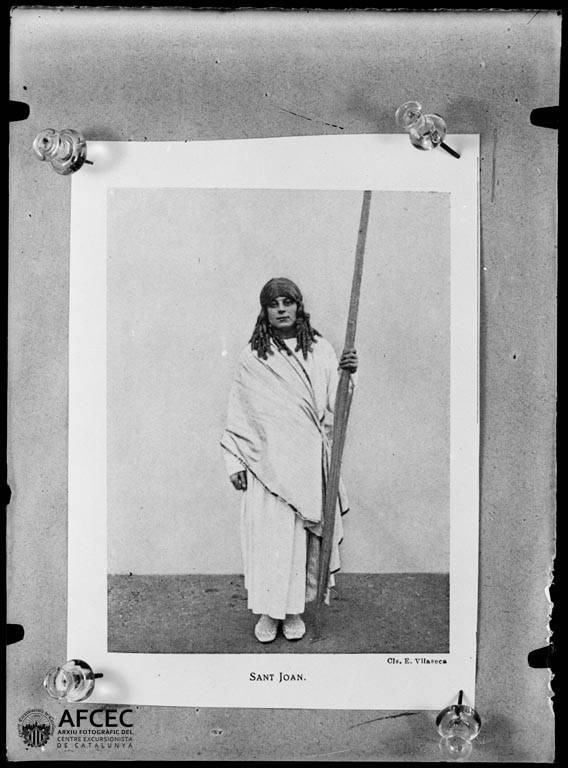
Apoštol svatý Jan z lidového divadla Moixiganga ve Valls
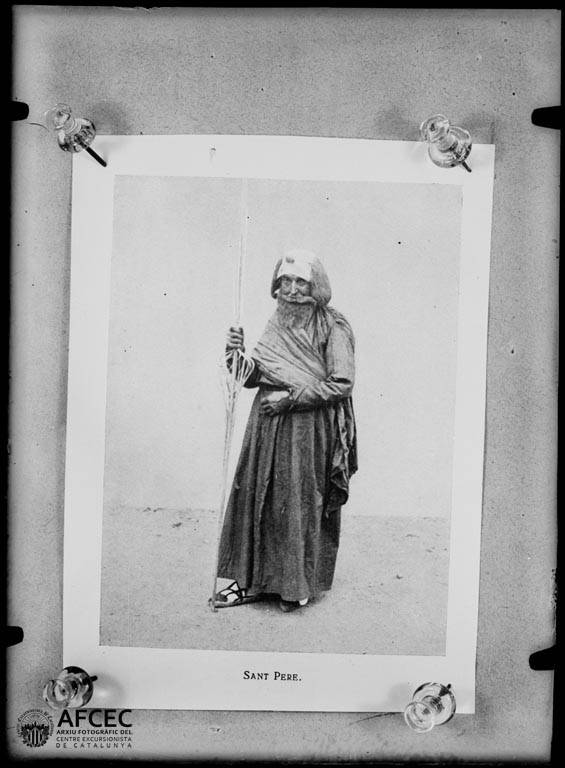
Apoštol svatý Petr z lidového divadla Moixiganga ve Valls
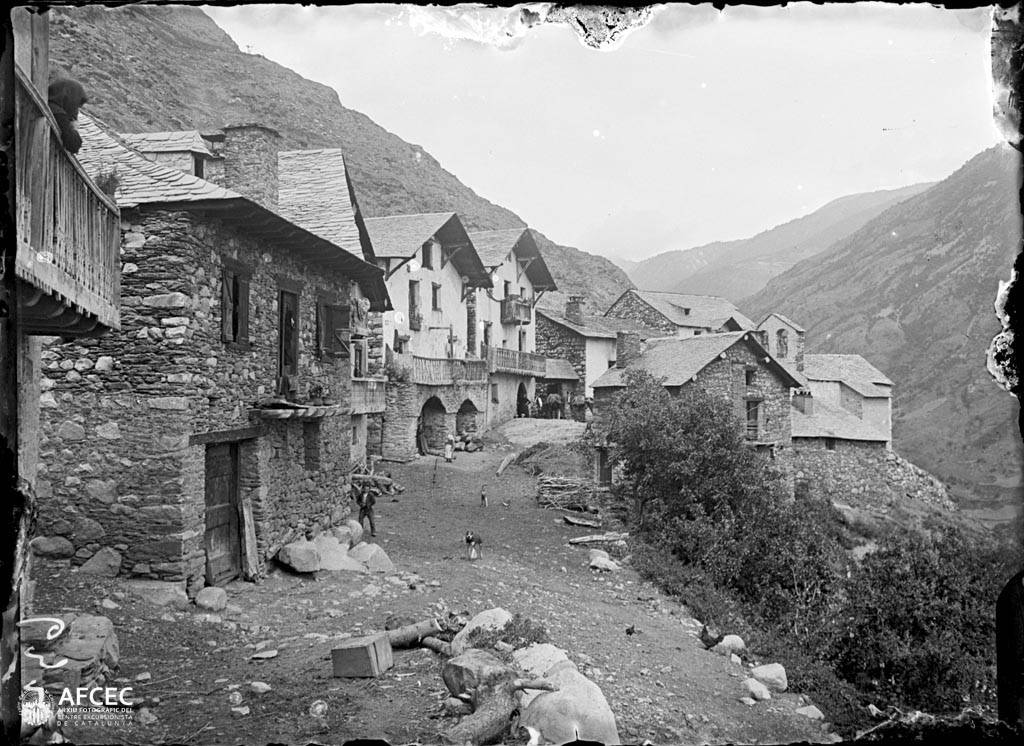
Hlavní ulice s lidmi z vesnice Àrreu
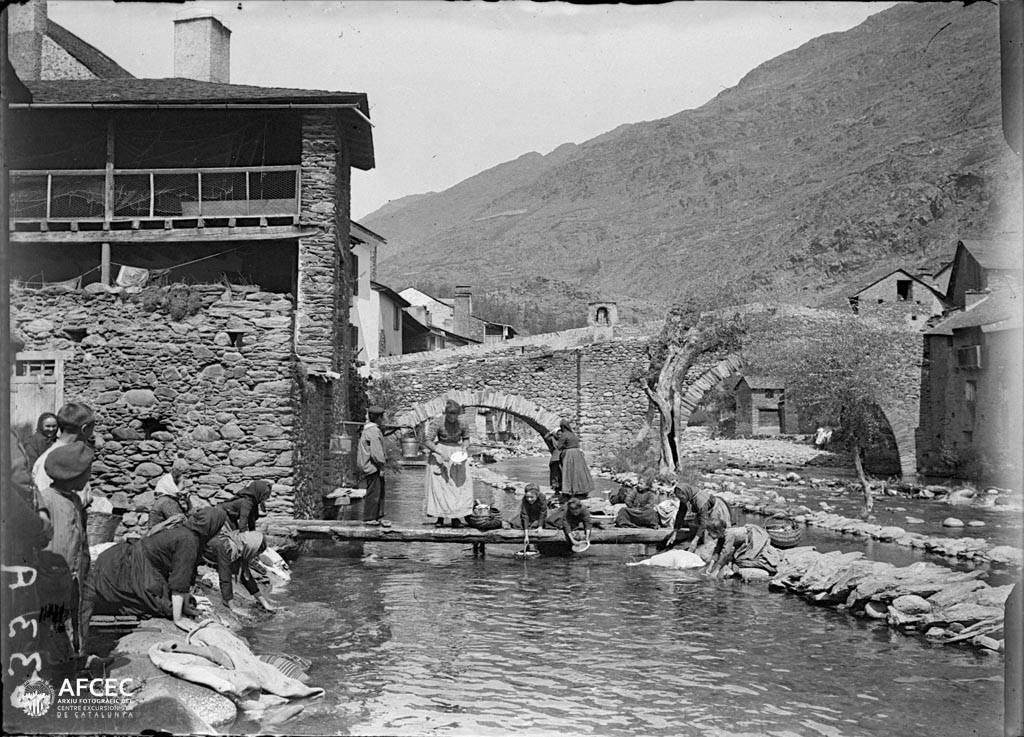
Ženy perou prádlo u hráze mlýna a v pozadí je most, ve vesnici Esterri d'Àneu
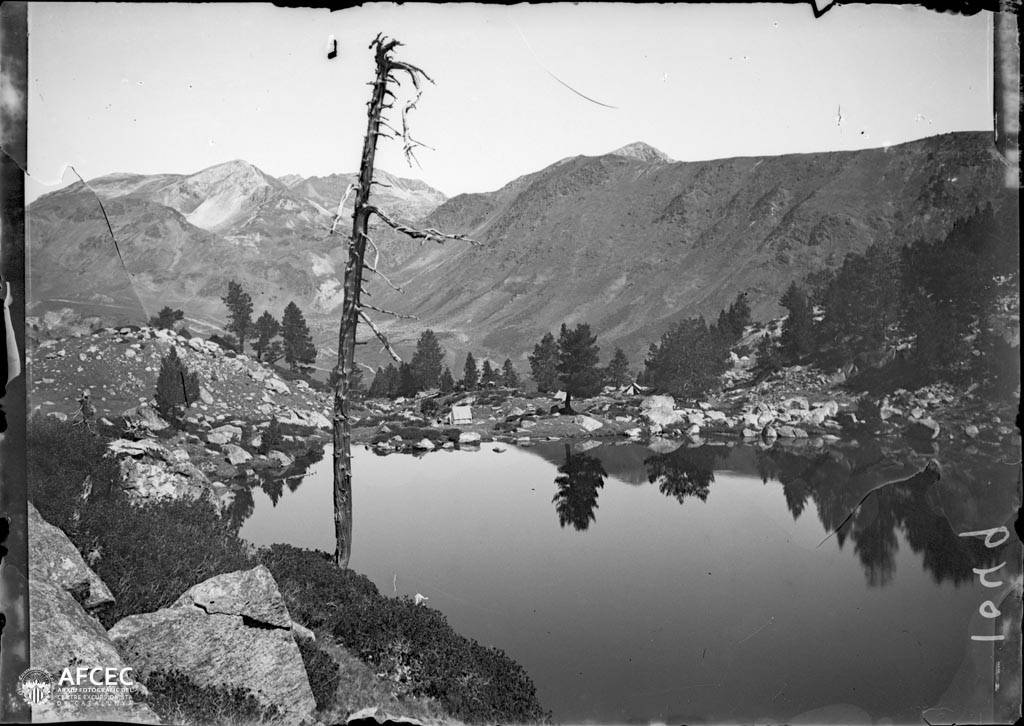
Jezero Estanyola de Gerber
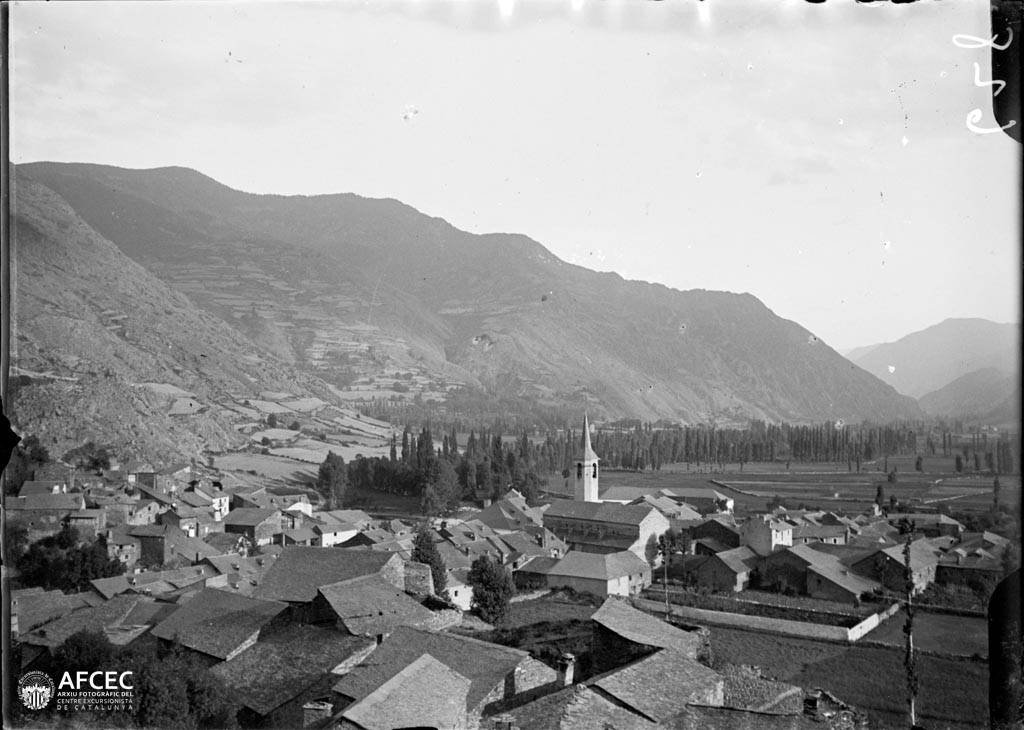
Esterri d'Àneu a údolí Àneu